# Ludwig Böttger
Ludwig Böttger (* 27. September 1845 in Cönnern; † 4. Juni 1894 in Berlin) war ein deutscher Architekt, preußischer Baubeamter und Autor.
Er war Vorsteher des technischen Büros in der Bauabteilung des preußischen Ministeriums der öffentlichen Arbeiten und Mitglied der Dombaukommission. Er ist bekannt für seine Beschreibung der Bau- und Kunstdenkmäler des Regierungsbezirks Köslin.

## Leben
Böttger wurde als Sohn eines Arztes am 27. September 1845 in Cönnern geboren. Er besuchte die Realschule in Halle (Saale) bis 1865. Danach absolvierte er ein Elevenjahr in Halle beim Kreisbaumeister Wolff. Ab Oktober 1866 studierte er zwei Jahre lang an der Berliner Bauakademie und schloss mit der Bauführerprüfung ab. Er arbeitete mehrere Jahre im Zentralbüro der Magdeburg-Leipziger Eisenbahn-Gesellschaft. 1879 kehrte er nach Berlin zurück und arbeitete dort im Abteilungsbüro der Berlin-Potsdam-Magdeburger Eisenbahngesellschaft. 1875 bestand er die Baumeisterprüfung. Er arbeitete zuerst als Hilfsarbeiter bei der Regierung in Danzig und war eine Zeit lang in Marienburg (Westpreußen) und Halle tätig. Wieder in Danzig, war er ab 1878 zuerst mit Entwurfsarbeiten des neuen Gymnasiums in Elbing beschäftigt, später übernahm er die Bauleitung.
Im April 1882, nachdem das Gymnasium fertiggestellt war, kehrte er zur Regierung in Danzig zurück. Dort kümmerte er sich um die Renovierungsarbeiten am Hohen Tor und am Peinkammertor. Am 26. August 1884 wurde er zum Bauinspektor ernannt. Er arbeitete drei Jahre lang als technischer Hilfsarbeiter bei der Regierung in Köslin. Im August 1887 kam er in das technische Büro der Bauabteilung des preußischen Ministeriums der öffentlichen Arbeiten in Berlin. Ab 1892 war er Vorstandsmitglied. 1891 wurde er zum Regierungsrat und zum Baurat ernannt. Er war Dezernatsleiter in Kirchenbauangelegenheiten. Aus seiner Arbeit entstanden einige Stadt- und Landkirchen. 1891 bis 1893 leitete er den Umbau der St.-Marien-Kirche in Usedom. Zur Ehrung für seine Verdienste wurde er im August 1892 zum Mitglied der Dombaukommission ernannt. 1893 wurde ihm der Rote Adlerorden IV. Klasse verliehen, und gegen Ende des Jahres wurde er Mitglied des Technischen Prüfungsamtes.
Böttger starb am 4. Juni 1894 in Berlin an einem Herzinfarkt. Aufgrund seines frühen Todes konnte er die Beschreibung der Bau- und Kunstdenkmäler des Regierungsbezirk Köslin nicht abschließen. Dies wurde 17 bzw. 40 Jahre nach seinem Tod von Hugo Lemcke bzw. Julius Kohte übernommen.

## Schriften
- Die Bau- und Kunstdenkmäler des Regierungs-Bezirks Köslin. Stettin 1889–1894.
  - Band 1, Heft 1:  Die Kreise Köslin und Colberg-Körlin (fbc.pionier.net.pl) (Google Books)
  - Band 1, Heft 2, Kreis Belgard und Nachträge zum Kreise Colberg-Körlin (fbc.pionier.net.pl) (Google Books)
  - Band 1, Heft 3, Kreis Schlawe (fbc.pionier.net.pl) (Google Books).
  - Band 2, Heft 4, Kreis Stolp (fbc.pionier.net.pl) (Google Books).
- Die Kirche Wang bei Brückenberg im Riesengebirge, nebst Beiträgen zur Kenntniß des altnorwegischen Holzbaues. In: Zeitschrift für Bauwesen. Nr. 1, 1891, Sp. 27–40 (zlb.de).